# Angle Man
Angle Man è un personaggio immaginario che compare nelle pubblicazioni DC Comics e relativi media, comunemente come avversario di Wonder Woman. La sua prima comparsa (Wonder Woman vol. 1 n. 62 pubblicato nel 1953), scritto da Robert Kannigher e illustrato dall'artista originale di Wonder Woman Harry G. Peter, lo presentò come "Angle" Andrews, un genio criminale in giacca e cravatta in grado di esaminare ogni "angolo" della preparazione di un crimine. Ricomparve un anno dopo ribattezzato come Angle Man in Wonder Woman n. 70 (novembre 1954). Il personaggio fu rinnovato nella Silver Age come un criminale con un costume vivace che porta con sé un'arma triangolare chiamata "angolatore" che può deformare le relazioni spaziali, le fasi dimensionali e teletrasportare oggetti e persone.

## Storia di pubblicazione
Angle Man fu creato per diventare un nemico ricorrente di Wonder Woman durante il periodo in cui Robert Kannigher era lo scrittore ufficiale del fumetto.
Alla fine degli anni '40, quando gli arretrati delle storie di Marston vennero accantonati e la sua famiglia smise di scriverne, e negli anni '50, Kannigher eliminò la maggior parte dei personaggi di supporto, anche brevemente, come le Amazzoni dell'Isola Paradiso, presentando invece Wonder Woman in tre corti uno indipendente dall'altro, piuttosto che come tre capitoli della stessa storia. I corti lasciarono poco spazio per le caratterizzazioni e le storie elaborate, e per un po' presentarono Wonder Woman come una combattente del crimine a tempo pieno frequentemente bersagliata dalla malavita criminale.
Angle Man emerse dopo una serie di racconti in cui Kannigher presentò una malavita disperata che cercava esperti in piani elaborati così da eliminare Wonder Woman. Dopo una storia con Plotter e Brain, Kannigher si concentrò su Angle Man, un personaggio i cui trucchi sono schemi basati sugli angoli. Wonder Woman n. 62 vide "Angle" Andrews, e cominciando da Wonder Woman n. 70 l'eroina si batté contro qualcuno noto semplicemente come Angle Man.
Le avventure della Silver Age di Wonder Woman cominciarono a presentare criminali una-tantum e morali, e Angle Man e il Duca dell'Inganno furono personaggi ricorrenti per un certo periodo.
Angle Man fu lasciato indietro negli anni '60, quando Wonder Woman cambiò dalle caratteristiche supereroiche ad avventure urbane e di spionaggio della normale Diana Prince, ma riemerse negli anni '70 con un costume da criminale più tradizionale, ora equipaggiato con un dispositivo "angolatore" più super potente.

## Biografia del personaggio
Ci furono diverse incarnazioni di Angle Man nella continuità dell'Universo DC.

### Versioni Golden Age e Silver Age
Angle Man fu un criminale senza successo che divenne ossessionato dai crimini con "angoli" imbattibili. Afflisse Wonder Woman con una serie di piani gradualmente più astuti che coinvolgevano gli "angoli; non è chiaro se possiede una controparte su Terra-Due.
Ricomparve indossando ora un costume giallo e verde e con in mano l'Angolatore, un Triangolo di Penrose che può deformare il tempo e lo spazio in una varietà di modi. Una pagina di quel numero spiegò che fu reclutato e attrezzato dal fondatore della Società segreta dei super criminali, Darkseid solo per poter utilizzare l'Angolatore al fine di aprire uno squarcio nel futuro in cui Darkseid fu sconfitto e cacciato dalla posizione di leader della Società. Cominciò così a ricomparire anche nelle storie dedicate a Wonder Woman e a un certo punto si scontrò anche con l'amica di Diana, Etta Candy.
Questo Angle Man morì nella serie del 1985 Crisi sulle Terre infinite, teoricamente come risultato del tentativo di utilizzare l'Angolatore durante gli sconvolgimenti di massa causati dall'evento.

### Era Moderna
Dopo gli eventi di Crisi sulle Terre Infinite, l'intera storia dell'Universo DC fu cancellata e ricominciata con gli stessi noti personaggi, ma con nuove origini. Nel caso di Angle Man, inizialmente comparve brevemente ancora vivo e senza costume nel fumetto di Flash come uno dei tanti criminali il cui equipaggiamento era stato stanziato da Replicant, un criminale assorbi arma.
Successivamente, durante il periodo di Phil Jimenez su Wonder Woman, fu rinnovato in Angelo Bend, un abile ladro gentiluomo italiano su commissione che utilizzava uno speciale angolatore per fuggire alle autorità. Fu catturato da Donna Troy mentre cercava di rubare un antico artefatto da un museo. Anche se Donna, nei panni di Troia, cercò di fermarlo, suscitò in Angle Man una piccola cotta. Divenne così infatuato di lei che istintivamente si teletrasportò da lei su Themyscira in cerca dell'aiuto di Donna quando fu attaccato da una Furia che possedeva il corpo di Barbara Minerva. Più avanti si venne a sapere che fu assunto proprio da Barbara, che avendo perso i suoi poteri a beneficio di Sebastian Ballesteros, necessitava quell'artefatto rubato per riottenerli. Lo si vide poi più avanti al funerale di Donna Troy, dopo che l'eroina fu uccisa da un Superman robot.
La volta successiva comparve dentro una grande squadra di super criminali formata dal nemico di Wonder Woman Devastation, mentre come nemico di Cassie Sandsmark, Devastation formò un gruppo per sconfiggere una Young Justice adesso sciolta.
Il ladro sofisticato re-immaginato da Jimenez fu successivamente scritto con una personalità del tutto diversa, più letale e ossessiva.
Bend comparve durante Crisi infinita come membro della Società dei Super Criminali che operava nell'East End di Gotham City. Catwoman si infiltrò nella squadra fingendo di essere nuovamente una criminale per avvicinarsi alla Società, ma quando Bend scoprì il suo doppio gioco la attaccò, sparandole allo stomaco e accoltellandola alla testa con una lama a forma di triangolo. Tuttavia, la Catwoman "uccisa" da Angle Man era in realtà un nuovo Clayface che si era di recente incontrato con Catwoman, che gli aveva chiesto aiuto. Comparve poi la vera Catwoman e, durante l'attacco ai criminali, sconfisse Bend colpendolo brutalmente con una mazza da baseball.
Un anno dopo, Selina Kyle abbandonò il ruolo di Catwoman dopo aver partorito, e la sua amica Holly Robinson ne divenne la nuova incarnazione. Bend, ora ossessionato dall'idea di vendicarsi di Catwoman, prese Holly di mira senza sapere che bersagliava la persona sbagliata. Fu sconfitto da Holly una volta (il combattimento brutale fu ripreso su nastro), e fu poi avvicinato da un nuovo criminale chiamato Film Freak, forse un successore di un nemico omonimo di Batman morto di recente. Quando Film Freak dedusse l'identità segreta di Selina, i due criminali lanciarono un attacco al suo appartamento, e nel corso dell'attacco minacciò di uccidere il figlio di Selina e di rivelare la sua identità segreta al mondo criminale. Naturalmente questi piani furono sventati quando Selina chiamo Zatanna in aiuto, che effettuò un lavaggio del cervello ai due uomini. Questo portò Angle Man a confessare obbligatoriamente i suoi crimini alla Polizia di Gotham City dopo aver ricordato i suoi giorni più gloriosi come super criminale.
Angle Man comparve successivamente come alleato di Circe che mise insieme una massiccia squadra di criminali per attaccare Wonder Woman. Angle Man informò Diana che Circe aveva amplificato i suoi poteri e utilizzò il suo Angolatore per replicare sé stesso come uno strumento da accoltellamento a forma di proiettile. Lui e i suoi compagni di squadra erano in procinto di sconfiggere Wonder Woman quando l'eroina fu salvata da un gruppo di sue alleate Amazzoni. Angle Man fu messo k.o. da Robin in un combattimento corpo a corpo e quindi arrestato dalle autorità del Dipartimento degli Affari Metaumani. Dopo che Angle Man fu condannato e incarcerato, i suoi Angolatori furono confiscati da Nemesis e messi sotto il controllo del governo.

### The New 52
Angle Man viene visto all'interno di un bar assistendo alla notizia della relazione romantica tra Superman e Wonder Woman. Comparve poi come partecipante ad un incontro di numerosi super criminali durante la storia di Forever Evil. Più recentemente, si scoprì che Angle Man è il figlio di Vandal Savage. Dopo aver fallito un attacco contro Superman e Wonder Woman, Angle Man fu catturato e poi ucciso da suo padre per insubordinazione.

## Poteri
Angle Man non ha poteri speciali, ma possiede un oggetto noto come ''Angolatore'' che può alterare oggetti e ubicazione secondo i desideri di chi lo possiede, a volte sfidando la gravità o attraverso il teletrasporto.

## In altri media

### Televisione
- In Justice League Unlimited, Angle Man compare come membro della Società Segreta ed ebbe numerose comparse senza battute nella stagione finale della serie. Ebbe solo una battuta nell'episodio La più grande rapina di tutti i tempi, doppiato in originale da Phil LaMarr. Fu un membro della Società Segreta di Luthor/Grodd nell'episodio Il sopravvissuto.
- Angle Man comparve nell'episodio Joker ritrova Weeper della serie animata Batman: The Brave and the Bold. Lo si vede in un bar dove si ritrovano i criminali e viene presumibilmente ucciso da Heat Wave.

### Videogiochi
- In Scribblenauts Unmasked: A DC Comics Adventure, Angle Man è uno dei migliaia di personaggi utilizzabili dal giocatore.

### Fumetti
- Angle Man comparve nella serie a fumetti All-New Batman: The Brave and the Bold, basato sulla serie televisiva omonima. Lo si vede insieme al resto dei nemici di Wonder Woman (Amoeba Man, Blue Snowman, Cheetah, Crimson Centipede, Fireworks Man, Mouse Man e Paper-Man).[16]